# Moderaterne

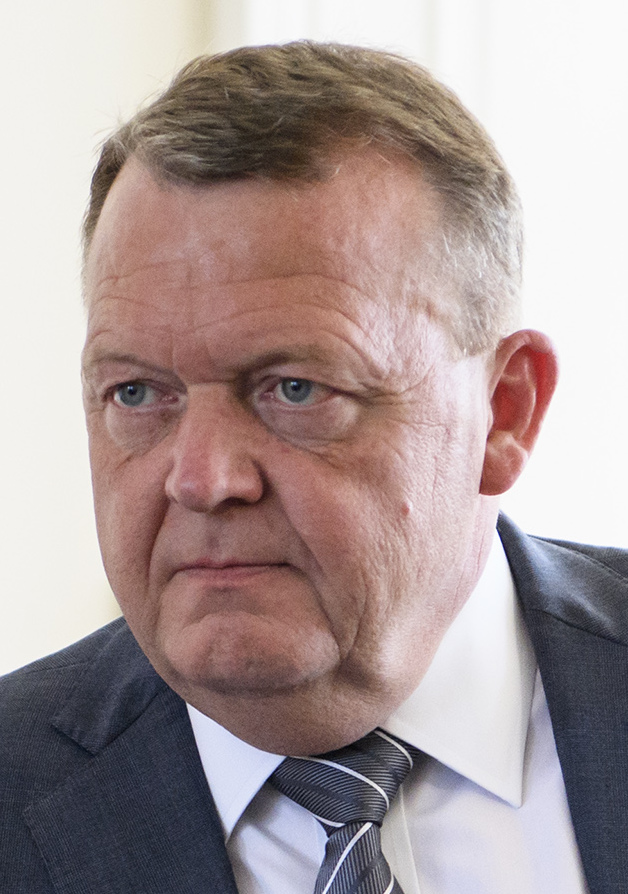
Lars Løkke Rasmussen, de eerste leider van de Moderaterne

De Moderaterne (Nederlands: Gematigden) is een Deense politieke partij op liberale grondslag. De partij werd gesticht in 2021 door oud minister-president Lars Løkke Rasmussen.
In 2022 nam de partij voor het eerst deel aan de parlementsverkiezingen en behaalde toen 16 zetels in het Folketing, waarmee het de derde partij van Denemarken werd. Samen met de Socialdemokraterne (geleid door premier Mette Frederiksen) en het liberale Venstre (de voormalige partij van Rasmussen) werd vervolgens een regering gevormd, het kabinet-Frederiksen II. De Moderaterne zijn in deze regering vertegenwoordigd met vijf ministers, onder wie Rasmussen als minister van Buitenlandse Zaken.